# بيل ماك
بيل ماك (بالإنجليزية: Bill Mack)‏ هو لاعب كرة قاعدة أمريكي، ولد في 12 فبراير 1885 في إلميرا في الولايات المتحدة، وتوفي بنفس المكان في 30 سبتمبر 1971.

## وصلات خارجية
- بيل ماك على موقعبيزبول رفرنس.كوم (الدوري الرئيسي) (الإنجليزية)